# Johann Friedrich Trier

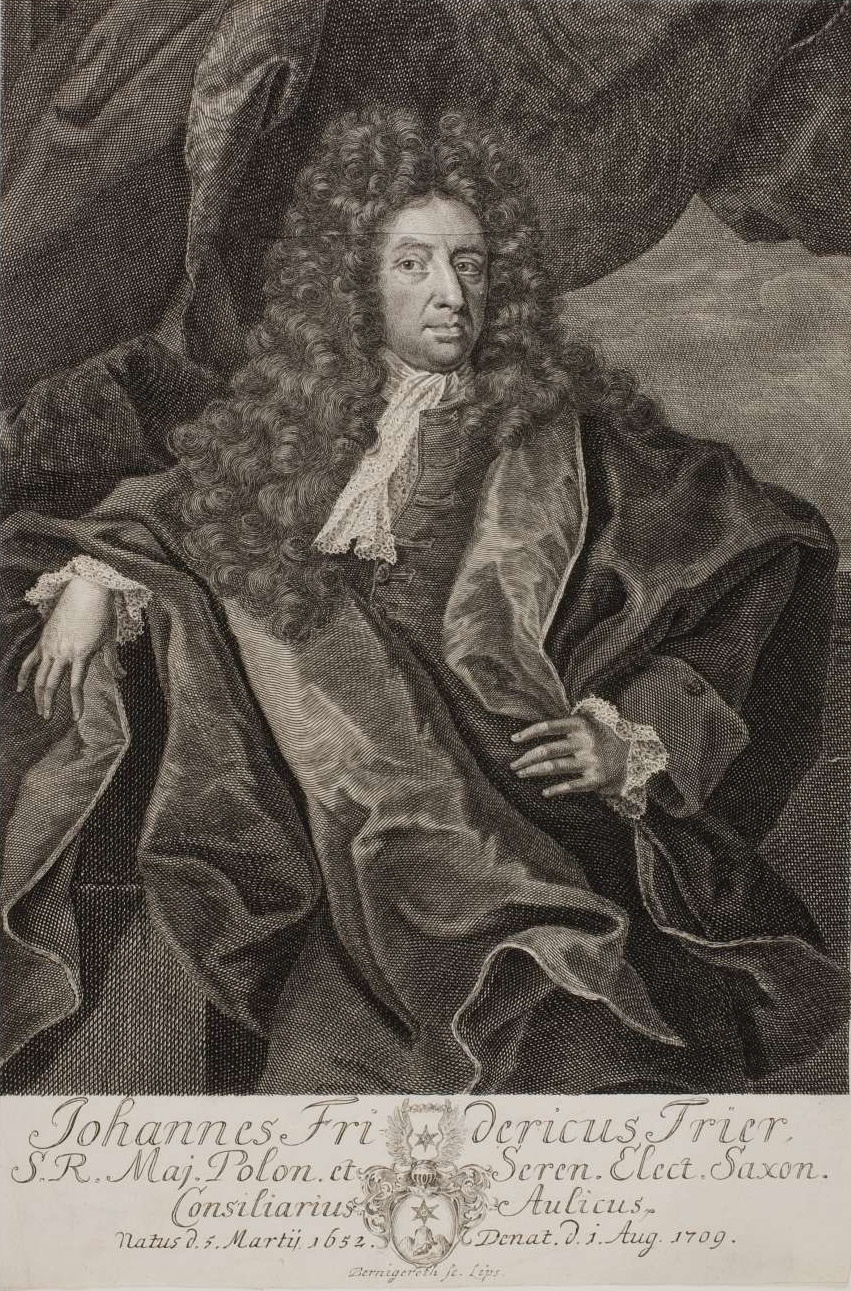
Johann Friedrich Trier, Kupferstich von Martin Bernigeroth

Johann Friedrich Trier (* 5. März 1652 in Veßra; † 1. August 1709 in Glücksbrunn) war ein sächsischer Hof- und Justizienrat, Bibliothekar und Bergbauunternehmer.

## Leben

### Herkunft, Familie und Ausbildung
Er wuchs in Meiningen auf, wo sein Vater Johann Wolfgang (1619–1688), Stadtrichter und Stadtschultheiß war. Seine Mutter hieß Eva Cordula, geb. Stumpf.
Von seinen 16 Geschwistern starben sechs früh, die überlebenden Söhne konnten jedoch alle studieren. Hierzu gehörten Georg Albrecht Trier; Johann Paul Trier und der ilsenburgischer Berg- und Hüttenverwalter Georg Siegfried (belegt 1701–1723). Johann Trier studierte an der Universität Straßburg Rechtswissenschaften und wurde dort 1680 promoviert. Anschließend begleitete er Adlige auf ihren Reisen nach Italien, Frankreich und in die Niederlande.

### Im Dienste des Kurfürsten von Sachsen
Am 20. November 1682 wurde Trier vom Kurfürst Johann Georg III. von Sachsen zum Bibliothekar ernannt. Schnell erkannte er die Mängel der kurfürstlichen Bibliothek und gehörte zu den ersten Bibliothekaren, die eine umfassende Reorganisation der kurfürstlichen Bibliothek initiierten. So führte er die erste Revision seit 1595 durch und mahnte die Notwendigkeit eines neuen Katalogs an, der jedoch in seiner kurzen und öfters unterbrochenen Amtszeit nur begonnen und nicht abgeschlossen werden konnte. Friedrich Adolf Ebert schrieb in diesem Zusammenhang über ihn, er sei „fleißig im Ordnen, große Defekte entdeckend und Lücken ergänzend“ gewesen. Zudem setzte sich Trier für eine neue Unterbringung der Bibliothek ein, da sie, wie Ausleihquittungen belegen, schon Mitte des 17. Jahrhunderts von Dresdner Bürgern benutzt wurde.
1683 wurde Trier beauftragt, den Hosenbandorden, den Kurfürst Johann Georg II. getragen hatte, zurück nach Paris in den Besitz des dortigen sächsischen Gesandten Georg Ludwig Graf von Zinzendorf zu bringen und diesen im Anschluss nach England zu begleiten. Als Anerkennung dafür wurde Trier nach seiner Rückkehr der Titel eines kurfürstlichen Rats verliehen. Nach Ernennung zum Hof- und Justizrat 1690 gab er seine Tätigkeit als Bibliothekar auf.

### Bergwerksunternehmer in Glücksbrunn
1701 pachteten er und sein Bruder Georg Siegfried das Bergwerk und den Hüttenhof Glücksbrunn in Thüringen, und erwarben den Hüttenhof ein Jahr später. Schon 1705 arbeiteten zwölf Schmelzhütten, und über 100 Bergwerksschächte waren dafür in Betrieb. Die Brüder ließen sich ein barockes Herrenhaus mit einem Barockgarten anlegen. 1714, nach Johann Friedrich Triers Tod, wurde Kobalt im Glücksbrunner Bergwerk gefunden, wodurch die Familie Trier sehr vermögend wurde.

### Ehen und Nachkommen
Trier war zweimal verheiratet: 1684 heiratete er Johanna Sibylle, geb. Oheim († 1695), mit der er fünf Kinder hatte: Wolfgang Friedrich Trier, Philipp Friedrich Trier; Carl Friedrich Trier (1690–1763, Hof- und Justizienrat, später Bürgermeister von Leipzig), Christiana Friederica und Johanna Friederica. 1696 heiratete er Johanna, geb. Christ (1680–1709), mit der weitere Kinder hatte.

## Werke
- Positiones inaugurales de jure condominii, Diss. Straßburg 1680.